# Nosiwo

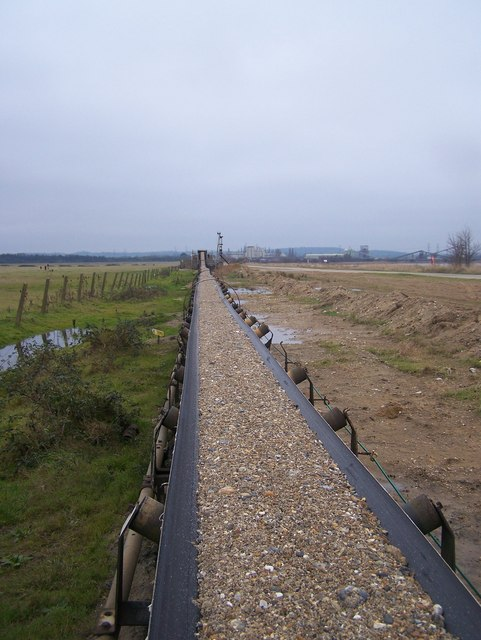
Nosiwo na przenośniku taśmowym

Nosiwo – ładunek transportowany za pomocą urządzeń transportu bliskiego, takich jak np. przenośniki taśmowe czy kubełkowe, wciągniki, cięgniki.